# Saison 17 de Grey's Anatomy
Chronologie
Saison 16 Saison 18
La saison 17 de la série télévisée Grey's Anatomy débute en novembre 2020 et s'achève en juin 2021 sur le réseau américain ABC, avec un total de 17 épisodes.

## Généralités
Le 10 mai 2019 les saisons 16 et 17 sont officiellement annoncées. C'est la première fois que la série est renouvelée pour deux saisons supplémentaires d'un seul coup.
À partir de cette saison, Ellen Pompeo, Chandra Wilson et James Pickens Jr. sont les seuls membres restants de la distribution d'origine.
Le 30 juillet 2020, les acteurs Richard Flood et Anthony Hill, deviennent officiellement membres réguliers de cette nouvelle saison.
Il s'agit de la première saison depuis la saison 1 à ne pas commencer sa diffusion en septembre, ainsi que la première à se terminer en juin.
La saison marque le retour de nombreux personnages principaux ayant quitté la série :
- Patrick Dempsey, qui incarne Derek Shepherd, fait son retour dans 4 épisodes après son départ lors de la onzième saison.
- T. R. Knight, qui joue le rôle de George O'Malley, réapparaît dans 1 épisode après sa dernière apparition lors du final de la cinquième saison.
- Chyler Leigh, qui incarne Lexie Grey, la petite sœur de Meredith, fait son grand retour dans un épisode après avoir quitté la série à la suite de la saison 8.
- Eric Dane, qui incarne le fameux Mark Sloan, fait lui aussi son retour au côté de Chyler Leigh dans un épisode après son départ de la série au début de la saison 9.
- Sarah Drew, alias April Kepner, fait son retour dans 1 épisode après son départ de la série dans le final de la quatorzième saison.

Cette saison est également marquée par le retour d'anciens personnages récurrents de la série qui n'étaient pas apparu depuis plusieurs saisons dans la série :
- Rosalind Warren (Vachensky Vieux), la sœur de Ben Warren fait son retour après sa dernière apparition lors de la saison 11.
- Elena et William Bailey (Bianca F. Taylor et Frankie Faison), les parents de Miranda Bailey reviennent également. Leur dernière apparition remontant à la saison 14.
- Robert Avery (Eric Roberts), le père de Jackson Avery. Sa dernière apparition remontait à la saison 13.
- Bill Pierce (Richard Lawson), le père de Maggie Pierce revient également. La dernière apparition de ce personnage remontait à la saison 13.

Cette saison marque le départ du personnage joué par Giacomo Gianniotti, alias Dr Andrew DeLuca apparu dans la onzième saison. Jesse Williams, alias Dr Jackson Avery, quitte également le show après 11 années et 12 saisons ainsi que Greg Germann qui incarnait le Dr Tom Koracick depuis la saison 14.

## Impact de la pandémie de Covid-19 sur la série
Alors que la saison précédente fut stoppée prématurément en raison de la pandémie, les nombreuses règles sanitaires ont eu un impact sur la production et le tournage de la saison. Ainsi au lieu des habituels 24 ou 25 épisodes commandés par saison, cette saison n'en comporte que 17 ce qui fait d'elle la deuxième saison, ex-aequo, la plus courte de la série, juste derrière la saison 1 avec 9 épisodes (dont les 4 derniers épisodes prévus ont été déplacés dans la saison 2) et la saison 4 avec 17 épisodes (écourtée en raison de la grève de la Writers Guild of America de 2007).
Afin de se conformer aux protocoles COVID-19, Krista Vernoff a déclaré que les acteurs et l'équipe sont testés trois fois par semaine, tandis que les acteurs doivent porter des masques entre les prises et pendant les répétitions. Les lentilles des caméras ont été changées afin que les personnes éloignées les unes des autres paraissent plus proches les unes des autres qu'elles ne le sont, parler dans les pièces où se font les coiffures et le maquillage n'est plus autorisé. De même, les scripts jusqu'à présent en papier ont été remplacés en format digital, les acteurs utilisent des iPad. Les costumes sont livrés aux loges des acteurs dans des sacs en plastique afin que les personnes travaillant dans le département des costumes n'aient pas à les toucher. Les répétitions se déroulent en cinq temps en raison de la distanciation physique. Plutôt que de rassembler tous les acteurs en même temps, les répétitions se font en petit groupe.
Les scénaristes ont été obligés de réexaminer leurs scripts et de décider quelles scènes finiraient par être coupées lors du montage [habituellement avant la pandémie, quelques scènes écrites dans le scénario sont filmées puis finalement coupées au montage car le rendu n'est pas satisfaisant]. Ainsi les scénaristes ont du prévoir quelles scènes allaient potentiellement être coupées pour ne pas les tourner et ainsi éviter un temps de tournage inutile. Ils ont également veillé à écrire des scènes plus longues que d'habitude afin que les épisodes aient moins de scènes à filmer en limitant le nombre de personnes dans une scène. Cela a conduit à la décision de ne pas inclure tous les personnages principaux de la série dans tous les épisodes.
Avant la pandémie, les équipes travaillaient au moins 12 heures par jour. Lors de cette saison, le temps de tournage est passé à 10 heures par jour.
Concernant l'impact de la pandémie sur les intrigues, Krista Vernoff, productrice exécutive, a déclaré que la série a « une opportunité et une responsabilité » d'explorer comment la pandémie de coronavirus affecte les professionnels de santé en première ligne.
« Nous allons parler de cette pandémie, bien sûr », a déclaré la productrice exécutive de Grey's Anatomy, à propos des intrigues prévues pour la saison 17. « Il n'y a pas moyen qu'une série médicale aussi longue, rate l'histoire médicale de nos vies ».
Figure de la série, l'actrice Chandra Wilson déclare : « Comme tout le monde, je pensais que la crise allait durer trois à quatre mois, mais ce n’est pas le cas. Nous devons le refléter ».
Début janvier 2021, une augmentation prononcée de cas de covid-19 à Los Angeles cause l'arrêt de plusieurs séries tournées dans la ville, dont celles de Shondaland.

## Synopsis
Alors que le monde se retrouve dans une situation sans précédent face à la pandémie de Covid-19, Seattle fait partie des villes des États-Unis les plus durement touchées obligeant le Grey Sloan Memorial Hospital à s'adapter rapidement à cette nouvelle réalité. L'hôpital étant transformé en plus grand centre de traitement COVID de la ville, le quotidien des médecins se retrouve totalement chamboulé où le fonctionnement et les hiérarchies habituels ne sont plus d'actualité. Tout en restant à l'écart de leurs familles et de leurs amis pour assurer leur sécurité. Les visites n'étaient plus systématiquement autorisées, les chirurgiens doivent assister à la mort de leurs patients sans leurs proches, qui doivent être informés soit par téléphone, soit par un autre médecin affecté à la tente des visiteurs à l'extérieur.
- Travaillant dans la nouvelle unité de soins intensifs COVID, Meredith contracte la maladie. Ses amis proches et collègues essaient de trouver la solution pour la traiter et tenter de la sauver, avec des connaissances sur la maladie en constante évolution.
- Bailey, seule et séparée de sa famille et œuvrant pour que l'hôpital fonctionne au mieux, doit faire face au décès de sa mère, elle aussi atteinte du COVID.
- Jo et Jackson deviennent sex friends (amis avec des bénéfices). Après avoir été forcée d'accoucher une patiente, Jo envisage de changer de carrière en se tournant vers le service de gynéco-obstétrique pour trouver plus de joie au milieu de toute l'obscurité provoquée par la pandémie.
- Deluca apprend à gérer ses phases maniaques, et reste au chevet de Meredith pendant sa convalescence.
- Alors que la nouvelle de la liaison de Teddy et de Tom se répand dans les couloirs de l'hôpital, Owen décide de mettre fin à ses fiançailles avec Teddy.
- Amelia et Link s'adaptent à la vie de parents en s'occupant de leur bébé : Scout Derek Shepherd Lincoln, tout en gardant les enfants de Meredith.

## Distribution

### Acteurs principaux
- Ellen Pompeo (VF : Céline Mauge) : Dr Meredith Grey (16/17)
- Chandra Wilson (VF : Zaïra Benbadis) : Dr Miranda Warren (15/17)
- James Pickens Jr. (VF : Saïd Amadis) : Dr Richard Webber (17/17)
- Kevin McKidd (VF : Alexis Victor) : Dr Owen Hunt (16/17)
- Jesse Williams (VF : Rémi Caillebot) : Dr Jackson Avery (14/17)
- Camilla Luddington (VF : Marie-Eugénie Maréchal) : Dr Josephine «Jo» Wilson (15/17)
- Caterina Scorsone (VF : Élisabeth Ventura) : Dr Amelia Shepherd (15/17)
- Kelly McCreary (VF : Diane Dassigny) : Dr Maggie Pierce (16/17)
- Giacomo Gianniotti (VF : Damien Ferrette) : Dr Andrew DeLuca (9/17)
- Kim Raver (VF : Juliette Degenne) : Dr Teddy Altman (15/17)
- Greg Germann (VF : Pierre Tessier) : Dr Tom Koracick (14/17)
- Jake Borelli (VF : Arnaud Laurent) : Dr Levi Schmitt (15/17)
- Chris Carmack (VF : Marc Arnaud) : Dr Atticus « Link » Lincoln (12/17)
- Richard Flood (VF : Franck Lorrain) : Dr Cormac Hayes (12/17)
- Anthony Hill (VF : Stanislas Forlani) : Dr Winston Ndugu (13/17)

### Acteurs récurrents
- Debbie Allen (VF : Dominique Westberg) : Dr Catherine Fox (6 épisodes)
- Jason George (VF : Denis Laustriat) : Ben Warren
- Stefania Spampinato (VF : Audrey Sourdive) : Dr Carina DeLuca
- Alex Landi (VF : Stéphane Fourreau) : Dr Nico Kim
- Jaicy Elliot (VF : Diane Kristanek) : Dr Taryn Helm
- Patrick Dempsey (VF : Damien Boisseau) : Dr Derek Shepherd[7]
- Zaiver Sinnett (VF : Yves Letzelter) : Dr Zander Perez
- Mackenzie Marsh (VF : Elsa Bougerie) : Val Ashton[8]

### Invités spéciaux
- T. R. Knight (VF : Thierry Wermuth) : George O'Malley (épisode 4)[9]
- Chyler Leigh (VF : Véronique Desmadryl) : Lexie Grey (épisode 10)[10]
- Eric Dane (VF : Renaud Marx) : Mark Sloan[11] (épisode 10)
- Sarah Drew (VF : Sophie Froissard) : Dr April Kepner (épisode 14)[12]

### Invités
- Aniela Gumbs (VF : Kaycie Chase) : Zola Grey-Shepherd
- BJ Tanner : Tuck Jones, fils de Miranda Bailey (épisode 1)
- V. Vieux : Rosalind (épisode 1)
- Louis Ozawa : Steve Lee (épisodes 1 et 2)
- Linda Park : Deborah Lee (épisodes 1 et 2)
- Thomas Joseph Thyne : Aaron Morris (épisodes 1 et 2)
- Justin Ellings (VF : Tom Trouffier) : Frankie Morris (épisode 2)
- Sherri Saum (VF : Véronique Picciotto) : Allison Brown (épisode 9)

### Invités deGrey's Anatomy: Station 19
- Barrett Doss (en) (VF : Déborah Claude) : Victoria « Vic » Hughes, pompière (épisode 1)
- Jay Hayden (en) (VF : Valentin Merlet) : Travis Montgomery, pompier (épisodes 1 et 6)
- Grey Damon (VF : Thibaut Lacour) : Lieutenant Jack Gibson (épisode 1)
- Danielle Savre (VF : Ariane Aggiage) : Capitaine Maya Bishop (épisodes 1, 7 et 8)
- Okieriete Onaodowan (en) (VF : Namakan Koné) : Dean Miller, pompier (épisode 1)

## Épisodes

### Épisode 1:Avant / Après
- États-Unis /  Canada : 12 novembre 2020 sur ABC / CTV
- Suisse : 30 mai 2021 sur RTS 1
- Québec : 17 septembre 2021 sur ICI ARTV
- Belgique : 24 septembre 2021 sur RTL-TVI
- France : 26 janvier 2022 sur TF1

- États-Unis : 5,93 millions de téléspectateurs (première diffusion)
- France : 3,17 millions de téléspectateurs

- Stefania Spampinato : Dr Carina DeLuca
- Jaicy Elliot (Dr Taryn Helm)
- Thomas Joseph Thyne : Aaron Morris

Au milieu de la pandémie COVID-19, les médecins de Grey Sloan se retrouvent en terrain inconnu alors qu'ils travaillent pour sauver des vies alors que l'espoir que cette situation se termine rapidement est infime. Meredith, qui dirige les médecins se trouvant en première ligne, devient de plus en plus frustrée alors que ses patients continuent de mourir du virus. Complètement rétabli, Richard retourne au travail et est accueilli par Bailey, qui lui montre les nouveaux protocoles de sécurité. Grâce à ses collègues, Andrew suit une thérapie pour sa manie et fait ses premiers pas en tant que titulaire à l'hôpital. Deux pères ayant tous deux l'un de leur enfant à l'hôpital se disputent, tandis qu'une ancienne patiente d'Andrew, victime d'un trafic d'enfants, fait son retour à l'hôpital.

### Épisode 2:Une fois de trop
- États-Unis /  Canada : 12 novembre 2020 sur ABC / CTV
- Suisse : 30 mai 2021 sur RTS 1
- Belgique /  Québec : 24 septembre 2021 sur RTL-TVI / ICI ARTV
- France : 26 janvier 2022 sur TF1

- États-Unis : 5,93 millions de téléspectateurs (première diffusion)
- France : 2,67 millions de téléspectateurs

- Patrick Dempsey : Dr Derek Shepherd
- Thomas Joseph Thyne : Aaron Morris
- Debbie Allen (Dr Catherine Fox)

- Cet épisode marque le retour de Patrick Dempsey dans le rôle de Derek Shepherd. Sa dernière apparition remonte au dernier épisode de la onzième saison. Il s'agit du premier épisode de la série où Dempsey n'est pas crédité en tant que personnage principal.
- Il s'agit du 365e épisode de la série, ce qui signifie qu'il y a maintenant officiellement un épisode de Grey's Anatomy à regarder pour chaque jour de l'année.
- Il s'agit d'un cross-over avec l'épisode 1 de la saison 4 de Station 19.

### Épisode 3:Ma vie rêvée
- États-Unis /  Canada : 19 novembre 2020 sur ABC
- Suisse : 6 juin 2021 sur RTS 1
- Belgique /  Québec : 1er octobre 2021 sur RTL-TVI / ICI ARTV
- France : 2 février 2022 sur TF1

- États-Unis : 5,96 millions de téléspectateurs (première diffusion)
- France : 3,01 millions de téléspectateurs

- Patrick Dempsey : Dr Derek Shepherd
- Stefania Spampinato : Dr Carina DeLuca
- Jaicy Elliot (Dr Taryn Helm)

- Bien que visuellement parallèle aux occasions précédentes, le discours d'introduction de Richard aux nouveaux internes s'écarte du discours habituel connu par cœur par la plupart du personnel de l'hôpital, attestant du lourd impact du COVID-19 sur le système de santé.

### Épisode 4:Le Bon côté des choses
- États-Unis /  Canada : 3 décembre 2020 sur ABC / CTV
- Suisse : 6 juin 2021 sur RTS 1
- Belgique : 1er octobre 2021 sur RTL-TVI
- Québec : 8 octobre 2021 sur ICI ARTV
- France : 2 février 2022 sur TF1

- États-Unis : 5,84 millions de téléspectateurs (première diffusion)
- France : 2,63 millions de téléspectateurs

- Patrick Dempsey : Dr Derek Shepherd
- T. R. Knight : Dr George O'Malley
- Jaicy Elliot (Dr Taryn Helm)

- Dans certaines scènes où Meredith est dans le coma, Ellen Pompeo a été remplacée par une poupée faite pour elle afin de maintenir les protocoles de sécurité COVID.
- Cet épisode marque le retour de T. R. Knight qui joue le rôle de George O'Malley. Sa dernière apparition remontait à la fin de la saison 5.

### Épisode 5:À armes inégales
- États-Unis /  Canada : 10 décembre 2020 sur ABC / CTV
- Suisse : 13 juin 2021 sur RTS 1
- Belgique : 8 octobre 2021 sur RTL-TVI
- Québec : 15 octobre 2021 sur ICI ARTV
- France : 9 février 2022 sur TF1

- États-Unis : 5,69 millions de téléspectateurs (première diffusion)
- France : 2,43 millions de téléspectateurs

- Stefania Spampinato : Dr Carina DeLuca
- Jaicy Elliot (Dr Taryn Helm)
- Jay Hayden (en) : Travis Montgomery, pompier

### Épisode 6:Dans l’œil du cyclone
- États-Unis /  Canada : 17 décembre 2020 sur ABC / CTV
- Suisse : 13 juin 2021 sur RTS 1
- Belgique : 8 octobre 2021 sur RTL-TVI
- Québec : 22 octobre 2021 sur ICI ARTV
- France : 9 février 2022 sur TF1

- États-Unis : 5,66 millions de téléspectateurs (première diffusion)
- France : 2,10 millions de téléspectateurs

- Jaicy Elliot (Dr Taryn Helm)

- Il s'agit de la deuxième partie du cross-over avec l'épisode 5 de la saison 4 de Station 19.

### Épisode 7:Un lieu réconfortant
- États-Unis /  Canada : 11 mars 2021 sur ABC[13] / CTV
- Suisse : 20 juin 2021 sur RTS 1
- Belgique : 15 octobre 2021 sur RTL-TVI
- Québec : 29 octobre 2021 sur ICI ARTV
- France : 16 février 2022 sur TF1

- États-Unis : 5,11 millions de téléspectateurs (première diffusion)
- France : 2,61 millions de téléspectateurs

- Stefania Spampinato : Dr Carina DeLuca
- Danielle Savre : Capitaine Maya Bishop
- Jason George : Ben Warren
- Jaicy Elliot (Dr Taryn Helm)

- Il s'agit de la deuxième partie du cross-over avec l'épisode 6 de la saison 4 de Station 19.

### Épisode 8:À bout de forces
- États-Unis /  Canada : 18 mars 2021 sur ABC / CTV
- Suisse : 20 juin 2021 sur RTS 1
- Belgique : 15 octobre 2021 sur RTL-TVI
- Québec : 5 novembre 2021 sur ICI ARTV
- France : 16 février 2022 sur TF1

- États-Unis : 4,97 millions de téléspectateurs (première diffusion)
- France : 2,27 millions de téléspectateurs

- Patrick Dempsey : Dr Derek Shepherd
- Stefania Spampinato : Dr Carina DeLuca
- Jaicy Elliot (Dr Taryn Helm)
- Danielle Savre : Capitaine Maya Bishop
- Jason George : Ben Warren
- Debbie Allen (Dr Catherine Fox)

### Épisode 9:En état de choc
- États-Unis /  Canada : 25 mars 2021 sur ABC / CTV
- Suisse : 27 juin 2021 sur RTS 1
- Belgique : 22 octobre 2021 sur RTL-TVI
- Québec : 12 novembre 2021 sur ICI ARTV
- France : 23 février 2022 sur TF1

- États-Unis : 4,99 millions de téléspectateurs (première diffusion)
- France : 2,55 millions de téléspectateurs

### Épisode 10:Un nouveau souffle
- États-Unis /  Canada : 1er avril 2021 sur ABC / CTV
- Suisse : 27 juin 2021 sur RTS 1
- Belgique : 22 octobre 2021 sur RTL-TVI
- Québec : 19 novembre 2021 sur ICI ARTV
- France : 23 février 2022 sur TF1

- États-Unis : 4,55 millions de téléspectateurs (première diffusion)
- France : 2,15 millions de téléspectateurs

- Chyler Leigh : Dr Lexie Grey
- Eric Dane : Dr Mark Sloan
- Debbie Allen (Dr Catherine Fox)

- Cet épisode marque les retours de Chyler Leigh et d'Eric Dane dans les rôles de Lexie Grey et Mark Sloan. La dernière apparition de Chyler Leigh remontait à la fin de la saison 8, celle d'Eric Dane remontait au début de la saison 9.

### Épisode 11:Une journée de silence
- États-Unis /  Canada : 8 avril 2021 sur ABC / CTV
- Suisse : 4 juillet 2021 sur RTS 1
- Belgique : 29 octobre 2021 sur RTL-TVI
- Québec : 26 novembre 2021 sur ICI ARTV
- France : 9 mars 2022 sur TF1

- États-Unis : 4,83 millions de téléspectateurs (première diffusion)
- France : 2,51 millions de téléspectateurs

- Jaicy Elliot (Dr Taryn Helm)

- Il s'agit du premier épisode réalisé par Giacomo Gianniotti[14]
- En France, l'épisode est reporté d'une semaine en raison du décès de Jean-Pierre Pernaut.

### Épisode 12:Pour un monde meilleur
- États-Unis /  Canada : 15 avril 2021 sur ABC / CTV
- Suisse : 4 juillet 2021 sur RTS 1
- Belgique : 29 octobre 2021 sur RTL-TVI
- Québec : 3 décembre 2021 sur ICI ARTV
- France : 9 mars 2022 sur TF1

- États-Unis : 4,98 millions de téléspectateurs (première diffusion)
- France : 2,19 millions de téléspectateurs

- Jayden Haynes-Starr : Austin Hayes
- Nicolas Hedges : Liam Hayes
- Debbie Allen (Dr Catherine Fox)
- Jaicy Elliot (Dr Taryn Helm)

### Épisode 13:LE BON MOMENT
- États-Unis /  Canada : 22 avril 2021 sur ABC / CTV
- Suisse : 11 juillet 2021 sur RTS 1
- Belgique : 5 novembre 2021 sur RTL-TVI
- Québec : 10 décembre 2021 sur ICI ARTV
- France : 16 mars 2022 sur TF1

- États-Unis : 4,81 millions de téléspectateurs (première diffusion)
- France : 2,51 millions de téléspectateurs

- Patrick Dempsey : Dr Derek Shepherd

### Épisode 14: SORTIR DE SA BULLE
- États-Unis /  Canada : 6 mai 2021 sur ABC / CTV
- Suisse : 11 juillet 2021 sur RTS 1
- Belgique : 5 novembre 2021 sur RTL-TVI
- Québec : 17 décembre 2021 sur ICI ARTV
- France : 16 mars 2022 sur TF1

- États-Unis : 4,93 millions de téléspectateurs (première diffusion)
- France : 2,17 millions de téléspectateurs

- Debbie Allen : Dr Catherine Fox
- Sarah Drew : Dr April Kepner
- Eric Roberts : Dr Robert Avery

- Cet épisode marque le retour d'April Kepner, qui a quitté la série à l'issue de sa 14e saison.
- Il s'agit du deuxième épisode de la série (après Corde sensible - saison 13 épisode 16) dans lequel Meredith Grey (Ellen Pompeo) ne fait aucune apparition. Coïncidence ou non, dans les deux cas, il s'agissait d'un épisode centré sur Jackson et April.

### Épisode 15:Haie d’honneur
- États-Unis /  Canada : 20 mai 2021 sur ABC / CTV
- Suisse : 18 juillet 2021 sur RTS 1
- Belgique : 12 novembre 2021 sur RTL-TVI
- Québec : 24 décembre 2021 sur ICI ARTV
- France : 23 mars 2022 sur TF1

- États-Unis : 4,58 millions de téléspectateurs (première diffusion)
- France : 2,57 millions de téléspectateurs

- Stefania Spampinato : Dr Carina DeLuca
- Jaicy Elliot (Dr Taryn Helm)

Cet épisode marque le départ du personnage de Jackson Avery présent dans la série depuis la saison 6. Jesse Williams ne renouvelle pas son contrat afin de mener à bien son désir de devenir réalisateur.

### Épisode 16:L’Art de se réinventer
- États-Unis /  Canada : 27 mai 2021 sur ABC / CTV
- Suisse : 18 juillet 2021 sur RTS 1
- Belgique : 12 novembre 2021 sur RTL-TVI
- Québec : 31 décembre 2021 sur ICI ARTV
- France : 23 mars 2022 sur TF1

- États-Unis : 4,33 millions de téléspectateurs (première diffusion)
- France : 2,10 millions de téléspectateurs

- Kyle Harris : Dr Mason Post
- Jaicy Elliot (Dr Taryn Helm)

### Épisode 17:Toujours en vie
- États-Unis /  Canada : 3 juin 2021 sur ABC / CTV
- Suisse : 18 juillet 2021 sur RTS 1
- Belgique : 12 novembre 2021 sur RTL-TVI
- Québec : 7 janvier 2022 sur ICI ARTV
- France : 30 mars 2022 sur TF1

- États-Unis : 4,76 millions de téléspectateurs (première diffusion)
- France : 2,61 millions de téléspectateurs

- Aina Dumlao (Gerle Bernardo)
- Debbie Allen (Dr Catherine Fox)
- Jaicy Elliot (Dr Taryn Helm)